# Tito Rabat
Esteve Rabat Bergada (Barcelona, 25 de mayo de 1989), conocido como Tito Rabat, es un piloto español de motociclismo. Actualmente compite con el equipo Laglisse en el ESBK. Se proclamó campeón del mundo de Moto 2 en 2014.

## Biografía

### Inicios
Esteve Rabat, hijo de los célebres joyeros Esteban Rabat y la fallecida María Dolores Bergadá, podía haber continuado con el negocio familiar pero prefirió perseguir su sueño y a la temprana edad de 12 años comenzó a correr en moto a escondidas de sus padres. En 2002 se apuntó a la Copa Rieju. Aquello fue su primera experiencia en competiciones de motos y terminó clasificado en mitad de la tabla. Al año siguiente participó en la Copa Honda XR400 disputada por diferentes circuitos de Cataluña y tomó la salida en alguna prueba de la Copa KTM 200, esta vez a nivel nacional.
En 2003 con catorce años debutó en el Campeonato de Cataluña de Motociclismo, en la categoría Supersport, al manillar de una Honda CBR 600. Ese mismo año se embarcó también en la Copa CRF 450, en la que consiguió imponerse en alguna carrera y acabar finalmente tercero en el campeonato. También participó de nuevo en la copa KTM 200, en la que ganó dos pruebas, pero no pudo disputar todas las carreras porque se solapaban con los otros campeonatos que disputaba. A finales de año y cumplidos ya los quince, Tito tomó la salida en las dos últimas carreras del Campeonato de España de Supersport sobre su Honda CBR 600.
Fue en 2005 cuando el equipo BQR de Raúl Romero se fijó en él para su equipo en el Campeonato de España de Velocidad de 125cc (CEV), y al manillar de su Honda 125cc. subió al podio en la carrera de Cheste. Siguió además participando en el campeonato catalán, en el que llegó a ganar alguna carrera, y tuvo la oportunidad de correr cuatro pruebas del Campeonato de Europa: Italia, Croacia, Hungría y Alemania, con dos cuartas plazas como mejores resultados.

### Categoría 125cc
2006 fue el año de despegue de Tito Rabat. Debutó en el Mundial de Motociclismo en el Gran Premio de Cataluña de 2006, cuando Aleix Espargaró, piloto de BQR en 125cc, pasó a la categoría de 250cc dejando libre una de las motos del octavo de litro. Con ella, Rabat, logró sus primeros puntos en el Mundial en el Gran Premio de Malasia, donde acabó duodécimo. Al final sumó 11 puntos que le valieron para acabar en 23.ª posición el campeonato.
Corrió en la categoría hasta la temporada 2010, en donde acabó 6.º en el campeonato, consiguiendo dos podios esa temporada y 3 en total en 125cc.

### Categoría Moto2
En 2011, Rabat da el salto a Moto2. En su primer año en la categoría obtuvo buenos resultados, como el 3.º puesto conseguido en el Gran Premio de Estados Unidos. Sin embargo, su irregularidad en algunas partes del campeonato y algunas caídas le hicieron bajar en la clasificación, terminando su primera temporada en 10.º posición. Al año siguiente, firma con el equipo Pons Racing en donde Rabat consigue ser más regular e incluso luchar por los primeros puestos, ese año consiguió otro podio más al quedar 3.º en el Gran Premio de Japón.
En el año 2013 Rabat da el salto de calidad y consigue explotar como piloto consiguiendo un 2.º puesto en el Gran Premio de las Américas y su primera pole y victoria en el Gran Premio de España siendo uno de los aspirantes a luchar por el título, sin embargo. este fue a parar a manos de su compañero de equipo Pol Espárgaró, Tito terminaría el año con 3 victorias, 7 podios y 2 poles finalizando la temporada en un meritorio 3.º puesto.
Finalmente Tito termina contrato con Pons Racing y decide fichar por el equipo rival Marc VDS en donde es el máximo candidato a optar por el título de Moto2. Consigue sendas victorias en Catar, Argentina, Italia, Cataluña. Su compañero de equipo, Mika Kallio, se colocó a tan solo 12 puntos de él mediado el campeonato,
sin embargo, Tito respondió ganado las siguientes tres carreras seguidas y se proclamó campeón del mundo en el Gran Premio de Malasia, batiendo el récord de puntos en una temporada en la categoría intermedia (250cc y Moto 2).

### Categoría MotoGP
En el Campeonato del Mundo de Motociclismo de 2016, Tito Rabat da el salto a MotoGP de la mano de su mismo equipo de Moto2 , Marc VDS. En esta nueva categoría, el piloto catalán comparte equipo con el australiano Jack Miller. A lo largo de la temporada, a pesar de ser su primer año en MotoGP, Tito Rabat ha obtenido resultados bastante regulares, destacando su mejor posición en el Gran Premio de Argentina de Motociclismo, donde logró acabar noveno. También cabe destacar su décima posición en el Gran Premio de la República Checa. Sin embargo, en el Gran Premio de Italia de Motociclismo, nada más comenzar el tercer entrenamiento, Tito sufrió una fuerte caída al llegar a las curvas 13 - 14. Rápidamente fue trasladado a la clínica del circuito de Mugello, donde detectaron que tenía una fractura en la clavícula izquierda. A consecuencia de esta lesión, el piloto no pudo participar en este Gran Premio.

## Resultados

### Campeonato del Mundo de Motociclismo
Sistema de puntuación de 1993 hasta 2022:
| Posición | 1.º | 2.º | 3.º | 4.º | 5.º | 6.º | 7.º | 8.º | 9.º | 10.º | 11.º | 12.º | 13.º | 14.º | 15.º |
| Puntos   | 25  | 20  | 16  | 13  | 11  | 10  | 9   | 8   | 7   | 6    | 5    | 4    | 3    | 2    | 1    |

#### Por temporada
| Temp. | Cat.   | Moto    | Equipo               | N.º     | Carreras | Victorias | Podios | Pole | V.Ráp. | Pts. | Pos.  |
| ----- | ------ | ------- | -------------------- | ------- | -------- | --------- | ------ | ---- | ------ | ---- | ----- |
| 2005  | 125cc  | Honda   | Wurth Honda BQR      | 59      | 1        | 0         | 0      | 0    | 0      | 0    | NC    |
| 2006  | 125cc  | Honda   | Honda BQR            | 34 - 80 | 11       | 0         | 0      | 0    | 0      | 11   | 23.º  |
| 2007  | 125cc  | Honda   | Repsol Honda 125cc   | 12      | 15       | 0         | 1      | 0    | 0      | 74   | 11.º  |
| 2008  | 125cc  | KTM     | Repsol KTM 125cc     | 12      | 16       | 0         | 0      | 0    | 0      | 49   | 14.º  |
| 2009  | 125cc  | Aprilia | Blusens Aprilia      | 12      | 16       | 0         | 0      | 0    | 0      | 37   | 18.º  |
| 2010  | 125cc  | Aprilia | Blusens-STX          | 12      | 17       | 0         | 2      | 0    | 0      | 147  | 6.º   |
| 2011  | Moto2  | FTR     | Blusens-STX          | 34      | 17       | 0         | 1      | 0    | 0      | 79   | 10.º  |
| 2012  | Moto2  | Kalex   | Pons 40 HP Tuenti    | 80      | 17       | 0         | 1      | 0    | 0      | 117  | 7.º   |
| 2013  | Moto2  | Kalex   | Tuenti HP 40         | 80      | 16       | 3         | 7      | 2    | 3      | 216  | 3.º   |
| 2014  | Moto2  | Kalex   | Marc VDS Racing Team | 53      | 18       | 7         | 14     | 11   | 5      | 346  | 1.º   |
| 2015  | Moto2  | Kalex   | EG 0,0 Marc VDS      | 1       | 15       | 3         | 10     | 3    | 3      | 231  | 3.º   |
| 2016  | MotoGP | Honda   | EG 0,0 Marc VDS      | 53      | 17       | 0         | 0      | 0    | 0      | 29   | 21.º  |
| 2017  | MotoGP | Honda   | EG 0,0 Marc VDS      | 53      | 18       | 0         | 0      | 0    | 0      | 35   | 19.º  |
| 2018  | MotoGP | Ducati  | Reale Avintia Racing | 53      | 11       | 0         | 0      | 0    | 0      | 35   | 19.º  |
| 2019  | MotoGP | Ducati  | Reale Avintia Racing | 53      | 17       | 0         | 0      | 0    | 0      | 23   | 20.º  |
| 2020  | MotoGP | Ducati  | Esponsorama Racing   | 53      | 14       | 0         | 0      | 0    | 0      | 10   | 22.º  |
| 2021  | MotoGP | Ducati  | Pramac Racing        | 53      | 2        | 0         | 0      | 0    | 0      | 1*   | 25.º* |
| Total | Total  | Total   | Total                | Total   | 238      | 13        | 36     | 16   | 11     | 1440 |       |

- * Temporada en curso.

#### Por categoría
| Cat.   | Temporadas | 1.er Gran Premio | 1.er Podio        | 1.ª Victoria | Carreras | Victorias | Podios | Poles | V.Rap | Pts. | CM |
| ------ | ---------- | ---------------- | ----------------- | ------------ | -------- | --------- | ------ | ----- | ----- | ---- | -- |
| 125 cc | 2005-2010  | Valencia 2005    | China 2007        |              | 76       | 0         | 3      | 0     | 0     | 318  | 0  |
| Moto2  | 2011–2015  | Catar 2011       | Indianápolis 2011 | España 2013  | 83       | 13        | 33     | 16    | 11    | 989  | 1  |
| MotoGP | 2016-2021  | Catar 2016       |                   |              | 79       | 0         | 0      | 0     | 0     | 133  | 0  |
| Total  | 2005–2021  | 2005–2021        | 2005–2021         | 2005–2021    | 238      | 13        | 36     | 16    | 11    | 1440 | 1  |

#### Carreras por año
(Carreras en negrita indica pole position, carreras en cursiva indica vuelta rápida)
| Año  | Cat.   | Moto    | 1       | 2       | 3       | 4       | 5       | 6       | 7       | 8       | 9       | 10      | 11      | 12      | 13      | 14      | 15      | 16      | 17      | 18     | 19     | Pos. | Pts. |
| ---- | ------ | ------- | ------- | ------- | ------- | ------- | ------- | ------- | ------- | ------- | ------- | ------- | ------- | ------- | ------- | ------- | ------- | ------- | ------- | ------ | ------ | ---- | ---- |
| 2006 | 125cc  | Honda   | SPA 30  | QAT     | TUR     | CHN     | FRA     | ITA     | CAT Ret | NED 25  | GBR Ret | GER 31  | CZE Ret | MAL 12  | AUS Ret | JPN 12  | POR 17  | VAL 13  |         |        |        | 23.º | 11   |
| 2007 | 125cc  | Honda   | QAT 8   | SPA Ret | TUR 14  | CHN 3   | FRA     | ITA     | CAT 12  | GBR Ret | NED 13  | GER 12  | CZE 11  | RSM 11  | POR 11  | JPN Ret | AUS 5   | MAL 15  | VAL 6   |        |        | 11.º | 74   |
| 2008 | 125cc  | KTM     | QAT 24  | SPA 12  | POR Ret | CHN 11  | FRA 17  | ITA 25  | CAT DNS | GBR 11  | NED 6   | GER     | CZE 13  | RSM 9   | IND Ret | JPN Ret | AUS 7   | MAL Ret | VAL 10  |        |        | 14.º | 49   |
| 2009 | 125cc  | Aprilia | QAT 10  | JPN 13  | SPA 12  | FRA 11  | ITA 16  | CAT 12  | NED Ret | GER Ret | GBR Ret | CZE Ret | IND 20  | RSM Ret | POR 7   | AUS Ret | MAL 7   | VAL Ret |         |        |        | 18.º | 37   |
| 2010 | 125cc  | Aprilia | QAT 7   | SPA 3   | FRA 7   | ITA 7   | GBR 9   | NED Ret | CAT Ret | GER 4   | CZE 3   | IND 5   | RSM 7   | ARA 7   | JPN 6   | MAL 7   | AUS 6   | POR Ret | VAL 6   |        |        | 6.º  | 147  |
| 2011 | Moto2  | FTR     | QAT 14  | SPA 15  | POR 10  | FRA 21  | CAT 7   | GBR 6   | NED 7   | ITA 16  | GER Ret | CZE 7   | IND 3   | RSM 11  | ARA 16  | JPN 9   | AUS Ret | MAL 11  | VAL Ret |        |        | 10.º | 79   |
| 2012 | Moto2  | Kalex   | QAT 4   | SPA 28  | POR 24  | FRA 10  | CAT 4   | GBR 13  | NED 4   | GER 12  | ITA Ret | IND 11  | CZE 10  | RSM 5   | ARA 11  | JPN 3   | MAL 9   | AUS 7   | VAL 10  |        |        | 7.º  | 117  |
| 2013 | Moto2  | Kalex   | QAT 9   | AME 2   | SPA 1   | FRA 22  | ITA 13  | CAT 2   | NED 5   | GER 13  | IND 1   | CZE 7   | GBR 4   | RSM 3   | ARA 2   | MAL 1   | AUS 8   | JPN Ret | VAL 5   |        |        | 3.º  | 216  |
| 2014 | Moto2  | Kalex   | QAT 1   | AME 2   | ARG 1   | SPA 4   | FRA 3   | ITA 1   | CAT 1   | NED 8   | GER 4   | IND 4   | CZE 1   | GBR 1   | RSM 1   | ARA 2   | JPN 3   | AUS 3   | MAL 3   | VAL 2  |        | 1.º  | 346  |
| 2015 | Moto2  | Kalex   | QAT Ret | AME 4   | ARG 12  | SPA 3   | FRA 2   | ITA 1   | CAT 3   | NED 2   | GER Ret | IND 5   | CZE 2   | GBR 3   | RSM 2   | ARA 1   | JPN     | AUS     | MAL     | VAL 1  |        | 3.º  | 231  |
| 2016 | MotoGP | Honda   | QAT 15  | ARG 9   | AME 13  | SPA 18  | FRA Ret | ITA DNS | CAT 14  | NED 14  | GER 16  | AUT 14  | CZE 10  | GBR 15  | RSM 17  | ARA Ret | JPN 14  | AUS 16  | MAL 18  | VAL 17 |        | 21.º | 29   |
| 2017 | MotoGP | Honda   | QAT 15  | ARG 12  | AME 13  | SPA Ret | FRA 11  | ITA 11  | CAT 15  | NED 12  | GER 18  | CZE 17  | AUT 19  | GBR 12  | RSM Ret | ARA 15  | JPN 15  | AUS 16  | MAL 18  | VAL 10 |        | 19.º | 35   |
| 2018 | MotoGP | Ducati  | QAT 11  | ARG 7   | AME 8   | SPA 14  | FRA Ret | ITA 13  | CAT Ret | NED 16  | GER 13  | CZE Ret | AUT 11  | GBR C   | RSM     | ARA     | THA     | JPN     | AUS     | MAL    | VAL    | 19.º | 35   |
| 2019 | MotoGP | Ducati  | QAT 19  | ARG Ret | AME 15  | SPA 15  | FRA Ret | ITA Ret | CAT 9   | NED 16  | GER 11  | CZE 16  | AUT Ret | GBR 16  | RSM 13  | ARA 15  | THA 17  | JPN DNS | AUS Ret | MAL    | VAL 11 | 20.º | 23   |
| 2020 | MotoGP | Ducati  | QAT C   | SPA 14  | AND 11  | CZE 16  | AUT 16  | EST 21  | RSM Ret | ERM Ret | CAT 15  | FRA Ret | ARA 20  | TER 14  | EUR Ret | VAL 17  | POR 18  |         |         |        |        | 22.º | 10   |
| 2021 | MotoGP | Ducati  | QAT     | DOH     | POR     | SPA 18  | FRA 15  | ITA     | CAT     | GER     | NED     | EST     | AUT     | GBR     | ARA     | RSM     | AME     | MAL     | ALG     | VAL    |        | 25.º | 1    |

### Campeonato Mundial de Superbikes

#### Por temporada
| Temp. | Motocicleta            | Equipo                   | N.º | Carreras | Victorias | Podios | Poles | V.Rap. | Pts. | Pos. |
| ----- | ---------------------- | ------------------------ | --- | -------- | --------- | ------ | ----- | ------ | ---- | ---- |
| 2021  | Ducati Panigale V4 R   | Barni Racing Team        | 53  | 32       | 0         | 0      | 0     | 0      | 53   | 16.º |
| 2021  | Kawasaki Ninja ZX-10RR | Kawasaki Puccetti Racing | 53  | 32       | 0         | 0      | 0     | 0      | 53   | 16.º |
| 2022  | Kawasaki Ninja ZX-10RR | Kawasaki Puccetti Racing | 53  | 3        | 0         | 0      | 0     | 0      | 0    | NC   |
| 2023  | Kawasaki Ninja ZX-10RR | Kawasaki Puccetti Racing | 53  | 21       | 0         | 0      | 0     | 0      | 8    | 22.º |
| Total |                        |                          |     | 67       | 0         | 0      | 0     | 0      | 61   |      |

#### Carreras por año
(Carreras en negrita indica pole position, carreras en cursiva indica vuelta rápida)
| Año  | Moto     | 1       | 1      | 1       | 2     | 2      | 2      | 3      | 3      | 3      | 4       | 4       | 4      | 5       | 5      | 5       | 6       | 6       | 6       | 7      | 7       | 7       | 8      | 8      | 8      | 9   | 9   | 9   | 10      | 10     | 10     | 11     | 11     | 11      | 12     | 12     | 12     | 13      | 13    | 13     | Pos. | Pts. |
| Año  | Moto     | R1      | CS     | R2      | R1    | CS     | R2     | R1     | CS     | R2     | R1      | CS      | R2     | R1      | CS     | R2      | R1      | CS      | R2      | R1     | CS      | R2      | R1     | CS     | R2     | R1  | CS  | R2  | R1      | CS     | R2     | R1     | CS     | R2      | R1     | CS     | R2     | R1      | CS    | R2     | Pos. | Pts. |
| ---- | -------- | ------- | ------ | ------- | ----- | ------ | ------ | ------ | ------ | ------ | ------- | ------- | ------ | ------- | ------ | ------- | ------- | ------- | ------- | ------ | ------- | ------- | ------ | ------ | ------ | --- | --- | --- | ------- | ------ | ------ | ------ | ------ | ------- | ------ | ------ | ------ | ------- | ----- | ------ | ---- | ---- |
| 2021 | Ducati   | SPA Ret | SPA 14 | SPA Ret | POR 9 | POR 12 | POR 10 | ITA 15 | ITA 14 | ITA 14 | GBR Ret | GBR Ret | GBR 14 | NED Ret | NED 11 | NED 11  | CZE Ret | CZE Ret | CZE 13  | SPA 12 | SPA Ret | SPA 11  | FRA 14 | FRA 15 | FRA 15 | SPA | SPA | SPA | SPA     | SPA    | SPA    |        |        |         |        |        |        |         |       |        | 16.º | 53   |
| 2021 | Kawasaki |         |        |         |       |        |        |        |        |        |         |         |        |         |        |         |         |         |         |        |         |         |        |        |        |     |     |     |         |        |        | POR 13 | POR 14 | POR Ret | ARG 11 | ARG 12 | ARG 12 | INA Ret | INA C | INA 13 | 16.º | 53   |
| 2022 | Kawasaki | SPA     | SPA    | SPA     | NED   | NED    | NED    | POR    | POR    | POR    | ITA 16  | ITA 16  | ITA 17 | GBR     | GBR    | GBR     | CZE     | CZE     | CZE     | FRA    | FRA     | FRA     | SPA    | SPA    | SPA    | POR | POR | POR | ARG     | ARG    | ARG    | INA    | INA    | INA     | AUS    | AUS    | AUS    |         |       |        | NC   | 0    |
| 2023 | Kawasaki | AUS     | AUS    | AUS     | INA   | INA    | INA    | NED    | NED    | NED    | SPA     | SPA     | SPA    | EMI 19  | EMI 16 | EMI Ret | GBR 16  | GBR 20  | GBR Ret | ITA 16 | ITA 20  | ITA Ret | CZE 15 | CZE 15 | CZE 18 | FRA | FRA | FRA | SPA Ret | SPA 17 | SPA 18 | POR 19 | POR 18 | POR 16  | JER 11 | JER 15 | JER 14 |         |       |        | 22.º | 8    |